# Бёрнс, Скотт (кинорежиссёр)
Скотт Бёрнс (англ. Scott Z. Burns, 1962, Голден-Вэлли, штат Миннесота, США) — американский кинорежиссёр, кинопродюсер и сценарист. Известен сценариями к фильмам Ультиматум Борна (2007 год), Информатор (2009 год) и Заражение (2011 год), во всех трёх снимался Мэтт Деймон. Был продюсером фильма Неудобная правда.
Родился в 1962 году в штате Миннесота в городе Голден-Вэлли, где и вырос. В 1985 году в университете штат Миннесота получил степень по английскому языку. После этого преподавал в Миннеаполисском общественном и технологическом колледже, в качестве приглашённого лектора. До 2006 года работал в рекламном бизнесе в качестве сценариста и режиссёра рекламных роликов на телевидении (среди его работ реклама канала VH1 и реклама "Got Milk?").
Работал над фильмом 12 друзей Оушена, но в титрах указан не был. В своё время отказался вложиться в фильм братьев Коэнов «Просто кровь», посчитав такое вложение слишком рискованным.

## Фильмография
| Год  |     | Русское название | Оригинальное название        | Роль                             |
| ---- | --- | ---------------- | ---------------------------- | -------------------------------- |
| 2006 | ф   | Плутоний-239     | Pu-239                       | сценарист режиссёр               |
| 2006 | док | Неудобная правда | An Inconvenient Truth        | продюсер                         |
| 2007 | ф   | Ультиматум Борна | The Bourne Ultimatum         | сценарист                        |
| 2007 | с   | Californication  | Californication              | режиссёр                         |
| 2008 | кор |                  | What We Take from Each Other | сценарист режиссёр               |
| 2008 | кор |                  | Don't I Know You             | исполнительный продюсер режиссёр |
| 2009 | ф   | Информатор       | The Informant!               | сценарист                        |
| 2010 | кор |                  | Notes on Lying               | сценарист                        |
| 2011 | ф   | Заражение        | Contagion                    | сценарист                        |
| 2013 | ф   | Побочный эффект  | The Bitter Pill              | сценарист продюсер               |
| 2018 | ф   | Гонка века       | The Mercy                    | продюсер                         |
| 2019 | ф   | Отчёт о пытках   | The Report                   | режиссёр сценарист продюсер      |
| 2019 | ф   | Прачечная        | The Laundromat               | сценарист продюсер               |
| 2023 | с   | Экстраполяции    | Extrapolations               | режиссёр сценарист продюсер      |

## Номинации
Номинировался в 2008 году на премию BAFTA (BAFTA Award) за фильм «Ультиматум Борна» в категории «Лучший британский фильм» вместе с Фрэнком Маршаллом, Патриком Кроули, Полом Сандбергом, Полом Гринграссом, Тони Гилроем и Джорджем Нолфи.
В 2009 номинироваля на премию Ассоциации кинокритиков Чикаго за фильм «Информатор» в категории «Лучший сценарий, адаптация».